# Marcelo Berza
Marcelo Berza (28 de julio de 1975) es un ex defensor argentino y su último club fue Gimnasia de Jujuy. Nacido en  Buenos Aires (Argentina), su comienzo como profesional tuvo lugar en 1993 con el club Almirante Brown.

## Clubes
Almirante Brown
1993–1996

Banfield
1997-1999

Federal
1999–2000 (Honduras) 

San Martín de San Juan
2000–2002 

Godoy Cruz
2002–2003

Gimnasia de Jujuy
2004–2008

Belgrano
2008–2009

San Martín de Tucumán
2009 - 2010

Ferro Carril Oeste
2011–2013

Gimnasia de Jujuy
2013 - 2015